# إراسموس ريتشاردسون
إراسموس ريتشاردسون هو مدرس وشخصية أعمال وسياسي أمريكي، ولد في 26 نوفمبر 1810 في بورلينغتون في الولايات المتحدة، وتوفي في 2 يناير 1892. انتخب عضو جمعية ولاية ويسكونسن ‏.